# Saint-Lyé
Saint-Lyé é uma comuna francesa na região administrativa de Grande Leste, no departamento de Aube. Estende-se por uma área de 32,7 km². Em 2010 a comuna tinha 2 962 habitantes (densidade: 90,6 hab./km²).